# Проституция в Чили
Проституция в Чили — легальная и регулируемая сфера секс-услуг. Секс-работники могут регистрироваться и работать на законных основаниях при определённых условиях, но вне этих узких рамок их действия считаются незаконными, например, содержание борделей и сутенёрство в стране запрещены. Несколько сотен женщин в Чили были зарегистрированы в качестве проституток в Национальной службе здравоохранения.
Несмотря на то, что публичные дома являются незаконными, они открываются в отдалённых районах Чили — в портах, шахтёрских городках, на лесозаготовках и в других местах, где есть мужчины, работающие вдали от дома.

## Правовая ситуация
Поощрение и содействие (сводничество и реклама) проституции в стране запрещены, а также всё, что связывает данную сферу с лицами моложе 18 лет. Возраст согласия на сексуальные отношения — минимальный возраст, при котором физическое лицо считается достаточно взрослым, чтобы дать согласие на участие в сексуальной активности для гетеросексуалов и гомосексуалов также составляет 18 лет. До 1998 года мужская гомосексуальная проституция в Чили была запрещена, поскольку содомия считалась преступлением и подобные действия были деянием, подвергавшимся осуждению по статье 365 Уголовного кодекса. Для занятия проституцией нужна официальная регистрация и обязательное медицинское освидетельствование на отсутствие ВИЧ. Секс-услуги не признаются в Чили работой.
Кодексом (статьи 373 и 495) предусмотрено наказание за «преступления против скромности, нравственности и хороших манер», которые применяются к лицам, совершающим публичные половые акты любого характера, независимо от того, преследуют ли они коммерческие цели или нет. Проституция может стать отягчающим фактором при нарушении общественного порядка, в зависимости от того, насколько тяжким сочтёт нарушение карабинер. Полиция часто задерживает уличных проституток (обычно по жалобе жителей района) по обвинению в «нарушении морали», что может привести к штрафу в размере 50 000 песо или пяти дням тюремного заключения.
Санитарный кодекс упоминает проституцию в параграфе II венерических заболеваний, который прямо запрещает публичные дома, но узаконивает существование проституции.
Чилийское законодательство требует, чтобы секс-работники регистрировались в Регистре Министерства здравоохранения (МИНСАЛ) и периодически проходили медицинское обслуживание. Министерство здравоохранения, выпуская Положение об инфекциях, передаваемых половым путем, и руководство по их лечению, включает специальные разделы, касающиеся секс-работников.
Секс-работники сообщают, что законы часто не соблюдаются, а в полиции встречается коррупция.
Трудно определить фактические масштабы этого явления в стране, хотя, по-видимому, количество людей в данной области возросло в последние годы: многие проститутки не зарегистрированы официально; на улицах увеличилось число проституток-трансвеститов; большое количество женщин вовлечено в тайную секс-торговлю, процветающую в некоторых барах и кафе.

## Торговля людьми
Большинство жертв торговли людьми — женщины и несовершеннолетние, попадающие в трудные жизненные ситуации, которые в результате обмана становятся жертвами сексуальной эксплуатации. Чилийские женщины и девушки откликаются на ложные предложения о работе и впоследствии подвергаются принудительной проституции. Часто они вывозятся из страны в Аргентину, Перу, Боливию, США, Европу и Азию. Иностранок из Доминиканской Республики, Гаити, Эквадора, Колумбии и Парагвая и азиатских стран, таких как Китай, заманивают в Чили мошенническими предложениями о работе, а затем также принуждают к проституции.
Управление Государственного департамента США по мониторингу и борьбе с торговлей людьми оценивает Чили как страну «первого уровня» безопасности в отношении вовлечённости в незаконную торговлю людьми в сфере секс-услуг.

## Детская проституция
Принуждение несовершеннолетних (младше 18 лет) к сексу в обмен на деньги или другие услуги является незаконным. Наказание варьируется от трех до 20 лет лишения свободы и штрафа в размере 520 000 песо в зависимости от возраста несовершеннолетнего. Расследование преступлений и уголовного преследования лиц, связанных с педофилией и детской порнографией, было поручено специальной полицейской бригаде. По оценкам ЮНИСЕФ в 1999 году, примерно 10 000 детей в возрасте от 6 до 18 лет в стране были вовлечены в проституцию. По данным правительства Чили в 2003 году, около 3700 детей были вовлечены в какой-либо форме в коммерческую сексуальную эксплуатацию.
Артуро Эррера, директор следственной полиции Чили, подал в отставку в 2009 году после скандала, в котором полицейские были замечены в связи с детской проституцией. Утверждалось, что полиция брала плату в виде секса с молодыми девушками, которые находились под действием наркотиков в обмен на защиту двух борделей в Вальпараисо под управлением сутенёра под именем Карлос Парра Руис.